# Banco de la República (Colombia)
El Banco de la República (BRC) (BVC: BRE) es el banco central de Colombia, encargado de emitir, manejar y controlar los movimientos monetarios del país, así como emitir la moneda de curso legal (el Peso colombiano).
La entidad fue creada por medio de la Ley 25 de 1923. El gerente general es Leonardo Villar Gómez, desde el 4 de enero de 2021.

## Historia
En marzo de 1923, durante el gobierno de Pedro Nel Ospina, se contrató la misión Kemmerer, que consistía en un grupo de expertos bajo la dirección del académico Edwin Walter Kemmerer, la cual recomendó la conformación de un banco central colombiano, con capital privado y público. Banco creado mediante la Ley 25 de 1923, en los términos recomendados por los asesores de la misión Kemmerer.

### El primer robo al Banco de la República
El 23 de abril de 1977 los 'topos' se robaron 82,27 millones de pesos del Banco de la República de Pasto, una cifra que hoy en día equivaldría a más 22.850 millones de pesos. Los ladrones fueron llamados así, topos, porque entraron a las bóvedas por un túnel. Los hermanos Emiliano, Aquilino y Jesús María Cendales Campuzano fueron los cerebros del robo. Montaron una cafetería y una venta de productos para agricultura y ganadería en un local que estaba separado solo de una casa y un garaje del Banco de la República. Ordóñez Ricaurte explicó que la cafetería estaba "muy mal montada, muy mal decorada" para evitar que entraran clientes
El coronel Bernardo Grisales Muñoz, entonces comandante de la Policía de Nariño, identificó a Samuel Chaparral Valveras y José González como los líderes del robo. Al parecer, Chaparral era uno de los cómplices de los hermanos.
Posteriormente, gracias a las huellas, las autoridades pudieron identificar a los Cendales Campuzano.

### El segundo robo al Banco de la República
El Asalto al Banco de la República en Valledupar, también conocido como "El robo del siglo en Colombia", ocurrió el 16 al 17 de octubre de 1994. Asaltantes hurtaron la suma de 24 072 millones de pesos (US$33 millones de dólares en 1994 / US$53,534,465 en 2016). El robo al banco de la república en Valledupar significó el monto más alto que se haya robado en un asalto bancario en la historia de Colombia.
Tras el robo, el Banco de la República identificó los billetes robados por su serial y denominación, los cuales no habían entrado a circular al público previo al robo, por lo que perdieron inmediatamente su valor. El banco publicó una lista de los rangos de series de los billetes robados y pasaron a ser jocosamente llamados los billetes vallenatos.

### Historial de gerentes
A continuación se muestra el historial de Gerentes del Banco de la República.
| Nombre                           | Período                                            |
| -------------------------------- | -------------------------------------------------- |
| José Joaquín Pérez               | 1923- 1924                                         |
| Félix Salazar Jaramillo          | 1924 - 1927                                        |
| Julio Caro                       | 1927 - 1947                                        |
| Luis Ángel Arango                | 1944 - 1957                                        |
| Carlos Mario Londoño             | 1957                                               |
| Ignacio Copete Lizarralde        | 4 de septiembre de 1957 - 10 de febrero de 1960    |
| Jorge Cortés Boshell (encargado) | 17 de febrero de 1960 - 15 de diciembre de 1960    |
| Eduardo Arias Robledo            | 11 de enero de 1961 - 22 de octubre de 1969        |
| Germán Botero de los Ríos        | 30 de octubre de 1969 - 24 de agosto de 1978       |
| Rafael Gamma Quijano             | 31 de agosto de 1978 - 26 de agosto de 1982        |
| Hugo Palacios Mejía              | 1 de septiembre de 1982 - 26 de septiembre de 1985 |
| Francisco J. Ortega              | 3 de octubre de 1985 - 19 de febrero de 1993       |
| Miguel Urrutia Montoya           | 22 de febrero de 1993 - 3 de enero de 2005         |
| José Darío Uribe                 | 4 de enero de 2005 - 3 de enero de 2017            |
| Juan José Echavarría             | 4 de enero de 2017 - 3 de enero de 2021            |
| Leonardo Villar Gómez            | 4 de enero de 2021 - Actualidad                    |

## Sistema de pagos digitales
Bre-B se refiere a un nuevo sistema de pagos inmediatos que está lanzando el Banco de la República para fomentar las transacciones digitales. Bre-B se usa a través de la aplicación móvil o la plataforma en línea de los bancos en Colombia. Bre-B busca conectar a todas las entidades financieras en Colombia mediante una infraestructura común.
Las Llaves: En lugar de compartir números de cuenta bancaria completos, los usuarios podrán vincular "llaves" a sus cuentas para recibir pagos. Estas claves pueden ser:
- Su número de identificación nacional
- Su número de teléfono celular
- Su dirección de correo electrónico
- Un código alfanumérico personalizado

Se espera que sea gratuito para los usuarios durante los primeros tres años, con el objetivo de mantener los costos bajos posteriormente, similar a modelos en otros países (como Pix en Brasil).
Si bien los usuarios podrían comenzar a registrar sus llaves a partir del 14 de julio de 2025, se espera que la funcionalidad de pago inmediato a través de Bre-B comience en septiembre de 2025.
Bre-B no es una aplicación independiente ni una nueva entidad financiera. Es un sistema subyacente que las instituciones financieras integrarán en sus canales existentes.

## Subgerencia Cultural del Banco de la República

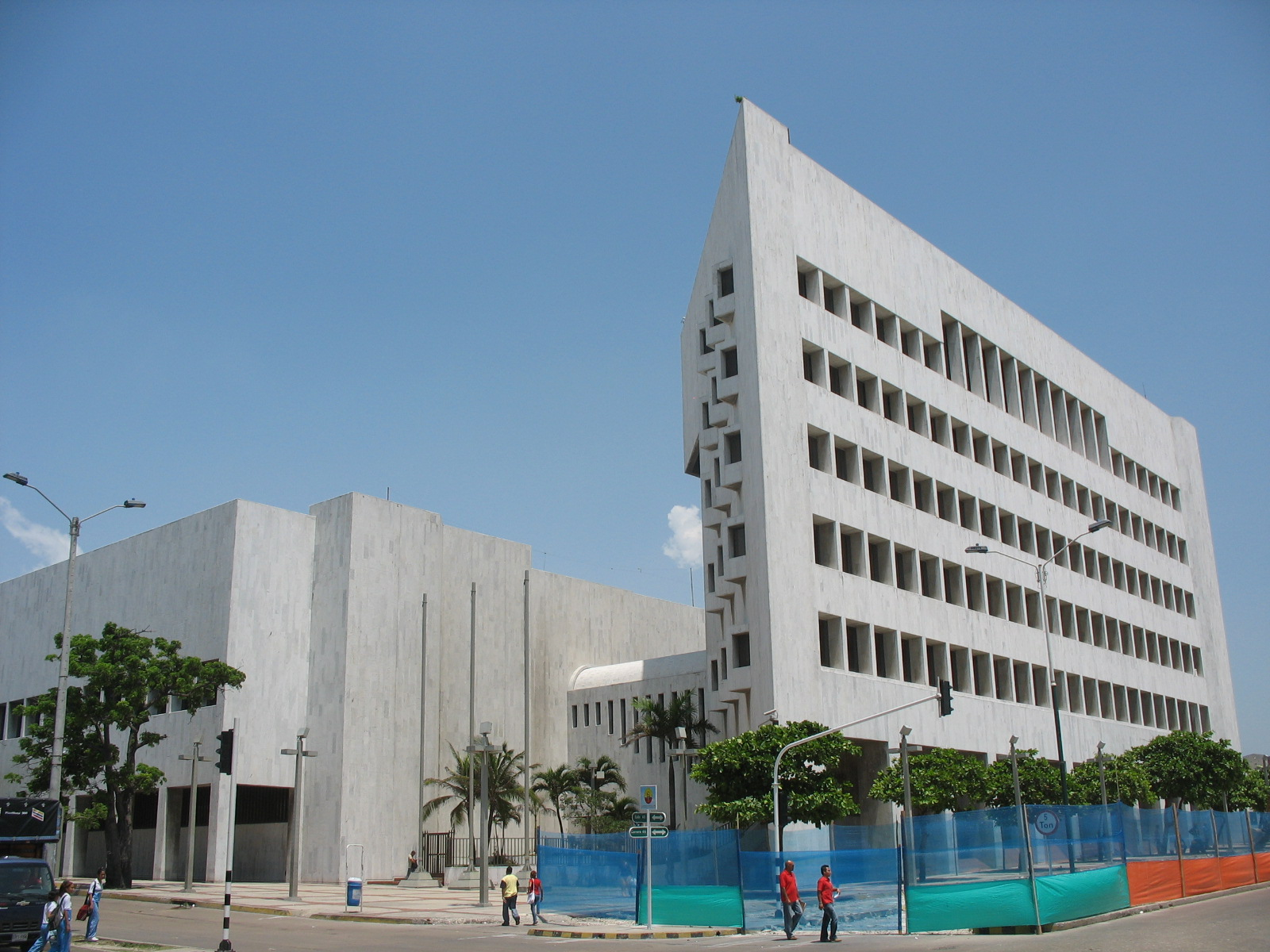
sede del Banco de la República en Barranquilla.

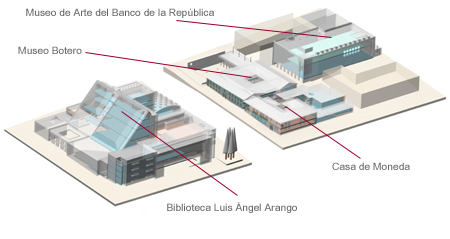
Complejo cultural del Banco de la República en La Candelaria.

Además de sus funciones económicas, el Banco de la República opera una Subgerencia Cultural, administrada por Ángela Pérez Mejía, por medio del cual gestiona el Museo del Oro, y la Biblioteca Luis Ángel Arango. Adicionalmente, la Subgerencia opera cinco Museos del Oro en Armenia, Cali, Cartagena, Pasto y Santa Marta, el Museo Etnográfico en Leticia, la Biblioteca Luis Ángel Arango y la Casa Gómez Campuzano en Bogotá, la Red de Bibliotecas en 28 ciudades colombianas, la Sala de Conciertos de la Biblioteca Luis Ángel Arango, los museos de Bogotá: el Museo Casa de Moneda, el Museo Botero y el Museo de Arte Miguel Urrutia (MAMU) De esta forma posee la colección de oro precolombino más grande del mundo (que supera las 33.000 piezas), y una vasta colección de arte con pinturas y esculturas de artistas como Fernando Botero o Claude Monet, que están en exposición en las diferentes sedes culturales del banco, además de albergar reliquias del arte colonial del Virreinato de Nueva Granada, en particular, la custodia de la iglesia de Santa Clara de Tunja, conocida como "La Clarisa" y la custodia de la iglesia de San Ignacio de Bogotá conocida como "La Lechuga" (por la gran cantidad de esmeraldas que la componen, y su forma circular, las cuales recuerdan la forma de la hortaliza).

### Banrepcultural

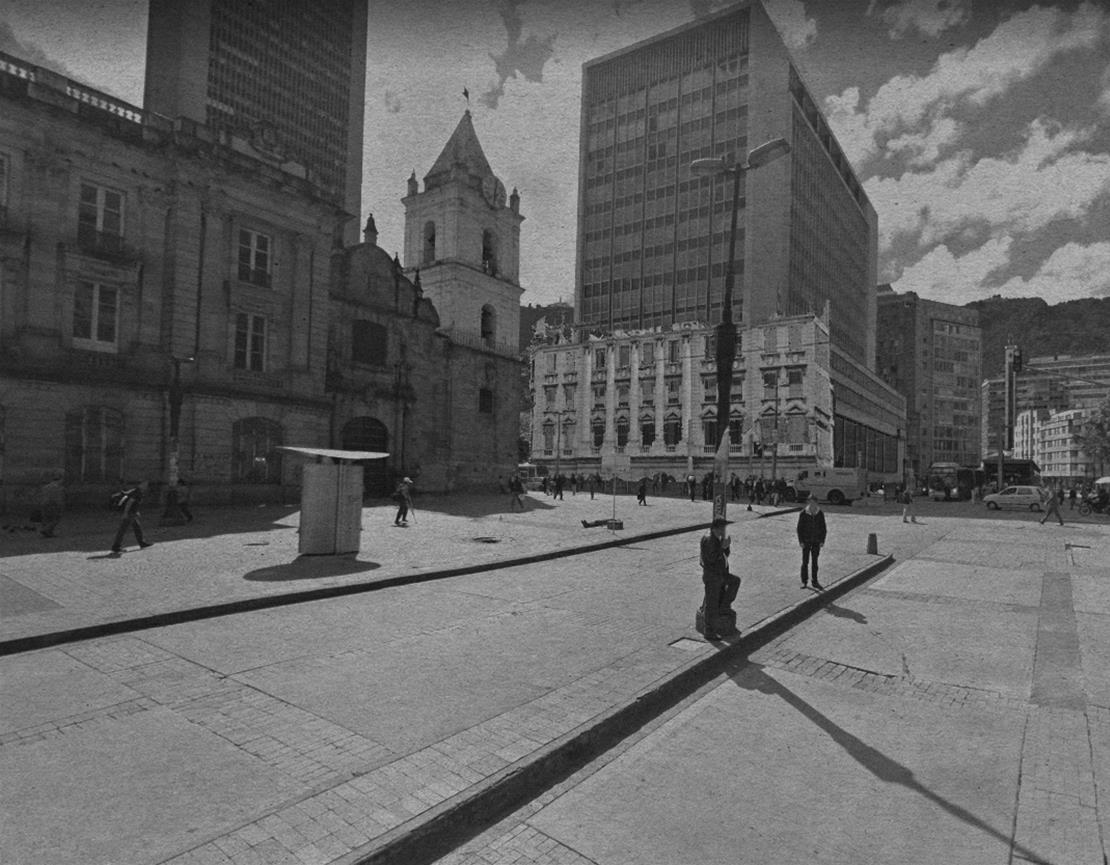
Instalación artística en el Banco de la República.

El Banco de la República mantiene Banrepcultural, a la cual llama "la biblioteca virtual más antigua de América Latina."  Su presencia en línea data de 1997.  La presencia en la red de los diversos museos de Banco es a través del mismo dominio banrepcultural.org.

## Su aporte en el arte
En 2018, el Banco de la República, dispuso su espacio para una obra artística. La obra Arquitectura de Memoria, dirigida por el artista Nicolás Reyes, consistió de la fachada del antiguo hotel Granada ubicado en ese mismo lugar. La instalación artística fue a escala 1:1, realizada en madera. El objetivo del artista era no dejar pasar el un punto clave en la historia de la ciudad de Bogotá o incluso del país, el Bogotazo. La instalación fue autorizada por Juan José Echavarría, permitiendo que, la semana anterior a las elecciones presidenciales de 2018 (21 al 26 de mayo), se materializara la obra.